# Осьякув (гміна)
Гміна Осьякув (пол. Gmina Osjaków) — місько-сільська гміна у центральній Польщі. Належить до Велюнського повіту Лодзинського воєводства.
Станом на 31 грудня 2011 у гміні проживало 4808 осіб.

## Площа
Згідно з даними за 2007 рік площа гміни становила 100.74 км², у тому числі:
- орні землі: 58.00%
- ліси: 36.00%

Таким чином, площа гміни становить 10.86% площі повіту.

## Населення
Станом на 31 грудня 2011:
| Опис     | Загалом | Загалом | Чоловіки | Чоловіки | Жінки | Жінки |
| -------- | ------- | ------- | -------- | -------- | ----- | ----- |
| одиниця  | осіб    | %       | осіб     | %        | осіб  | %     |
| все      | 4808    | 100     | 2377     | 49.44    | 2431  | 50.56 |
| міське   | 0       | 100     | 0        |          | 0     |       |
| сільське | 4808    | 100     | 2377     | 49.44    | 2431  | 50.56 |

## Сусідні гміни
Гміна Осьякув межує з такими гмінами: Велюнь, Вешхляс, Келчиґлув, Конопниця, Острувек, Русець, Семковіце.